# Biolait
Biolait est une société par actions simplifiée, spécialisée dans la collecte de lait biologique. Devenu le premier collecteur de lait biologique en France, Biolait regroupe, en 2021, 1 370 fermes (634 en 2014) pour un volume de 306 millions de litres de lait collectés sur 73 départements, soit 25% de la collecte bio en France.

## Historique
En 1994, dans l'ouest de la France, six paysans producteurs de lait décident de s'associer pour collecter et commercialiser eux-mêmes leur lait biologique,.

### Contexte
Depuis les années 1950, la filière lait a connu un processus massif de concentration industrielle : cette situation est telle qu'en 2018 « entre 85% et 95% des produits laitiers [en France] sont fabriqués par 10 groupes industriels, et pour le lait liquide, 3 groupes en produisent 88% », ce qui a entraîné un « déséquilibre des relations de pouvoir ». 
Pour ce qui est plus spécifiquement de l'agriculture biologique, au début des années 1990, la plupart des producteurs et productrices de lait biologique se trouvaient contraints de vendre leur lait dans le circuit conventionnel, sans pour autant que cela leur permette de valoriser leur production à un prix correct. En parallèle, l'offre de lait biologique n'était déjà pas suffisante et « la demande des consommateurs et des transformateurs se faisaient de plus en plus pressante ». Dans ce cadre, la filière biologique naissante s'avérait très fragile et le besoin se faisait urgent de consolider tant les débouchés que les prix pour les producteurs et productrices.

### Principes fondateurs
Dans ce contexte, pour répondre aux besoins des producteurs et productrices de lait biologique, les membres de Biolait ont défini dès l'origine plusieurs objectifs.
Le premier objectif est d'encourager le développement de l'agriculture biologique partout et pour tous. Cet objectif se traduit concrètement par la mise en place d'une mutualisation des coûts de collecte : comme le précisait en 2012 Christophe Baron, éleveur laitier (Morbihan) et ancien président de Biolait : « L'ensemble des producteurs adhérents du groupement perçoivent le même prix de base quels que soient leurs volumes et leur situation géographique, ». 
Le second objectif est de participer à l’organisation de la filière lait biologique. Pour Jean-Marc Lenormand (ancien président de Biolait), « Biolait a un rôle à jouer dans la structuration de la filière en organisant une collecte spécifique, il met en adéquation l'offre de lait biologique et la demande des entreprises de transformation de produits biologiques ». La garantie de prix justes aux producteurs et productrices et la politique de contractualisation avec les transformateurs et les distributeurs permettent de consolider la filière biologique : le phénomène de déconversion (i. e. retour  d'une exploitation biologique à une exploitation conventionnelle) peut ainsi être endigué.  Comme l'indique en effet Christophe Baron (en 2012) : 
« Nous rémunérons nos producteurs 430 euros pour 1 000 litres depuis quatre ans [soit 20 euros de plus par tonne que la moyenne nationale]. Cela correspond à notre notion de prix juste, relié au coût de production des éleveurs. la filière doit défendre cette notion de commerce équitable avec 40 % de retour du prix au producteur. Sinon, nous assisterons, comme en Grande-Bretagne, à un phénomène de déconversion du bio. »
Enfin, le troisième objectif est de représenter les producteurs de lait biologique.

### Évolution de Biolait en quelques dates
Le premier statut juridique de Biolait, lors de sa création par six producteurs, était un groupement d'intérêt économique (GIE), jusqu'en 2006 où un nouveau statut a été décidé : Biolait est devenue une société par actions simplifiée (SAS). Ce statut permet un fonctionnement de type coopératif, dans l'esprit des premiers associés ; comme le précise Jacques Chiron, ancien président et membre fondateur de Biolait : 
« Sans être une coopérative, Biolait a un fonctionnement coopératif envié : vote à bulletins secrets, règle 1 homme/1 voix, consultation régulière des adhérents sur les orientations, avec des temps forts (une AG plénière annuelle sur 2 jours, studieuse et conviviale ; 3 structures locales (réunions par zone) par an, avec transparence totale sur les comptes, le marché, les décisions du CA. »
En 2010, Biolait signe un partenariat avec un acteur de la grande distribution : Système U.
En 2013, Biolait est labellisée entreprise sociale et solidaire par arrêté préfectoral.
En 2014, Biolait regroupe 634 fermes et collecte  133 505 945 litres de lait. Biolait emploie alors 54 salariés et salariées (dont 29 chauffeurs) et est régie par un Conseil d'administration de 15 administrateurs. 
En 2015, Biolait emploie alors 57 salariés, regroupe 1280 producteurs et productrices répartis sur 58 départements et collecte 145 millions de litres de lait bio. Biolait dispose de 17 camions de collecte (sans compter les transporteurs sous-traitants) qui acheminent le lait à sept bases logistiques réparties dans toute la France.
En 2018, Biolait collecte  près de 199  millions de litres de lait bio, regroupe désormais 1309 (soit le double du nombre de fermes en 2014) fermes réparties sur 73 départements. Biolait emploie 84 salariés et salariées (dont 36 chauffeurs). La vague de conversions en bio et l'augmentation du nombre d'adhésions de fermes explique qu'en 2017, soit rédigé un projet politique afin que la structure « Biolait garde "son âme" (...) [et] pour que l'enthousiasme et la confiance des producteurs continuent à être la force de notre groupement dans le paysage du lait de vache ». Afin de répondre aux contraintes liées à une croissance rapide, diverses mesures ont également été adoptées pour « conserver un fonctionnement démocratique, transparent et humain » :
- renforcement des temps d'échanges entre les adhérents par l'augmentation de la fréquence des "Renc'Adhs" départementales qui passe de 2 à 3 par an.
- implication plus importante des adhérents dans les missions de développement de Biolait par le renforcement du réseau des adhérents référents, qui passe à 90 producteurs engagés répartis sur les 73 départements concernés par la collecte.
- passage du nombre d'administrateurs de 15 à 17 (décision votée lors de l'Assemblée générale en 2017).
- de deux commissions en 2014, la structure se complexifie et, en 2018, six commissions travaillent sur divers sujets pour répondre aux attentes sociétales et aux enjeux internes de démocratie : Commission Qualité, Commission Voix Biolactée, Commission Communication - Site Internet, Commission Logistique, Commission Stratégie Commerciale, Commission Relation Humain-Animal : « Ces nouvelles commissions alliées à des groupes de travail, visent à satisfaire le bon fonctionnement de la SAS en conciliant les attentes des producteurs, des clients, et au bout, des consommateurs. Elles veillent à travailler sur des sujets très pointus, comme la qualité nutritionnelle du lait ou la communication externe et interne »[13].

### Filmographie
- Jean-Jacques Rault, « Biolait 20 ans. La bio partout et pour tous ! Paroles de producteurs », Productions Ty Films, mars 2015.
- « Nos vaches et nous, se comprendre pour s'élever », Productions Ty Films, mars 2018.
- « Nos vaches et nous, et si l'agriculture biologique sauvait la planète ? », Productions Ty Films, mars 2018.,